# William Youatt
William Youatt, né en 1776 et mort le 5 février 1847 à Londres, est un vétérinaire anglais, qui s'est intéressé au bien-être animal.

## Biographie
Fils d'un pasteur protestant non-conformiste, William Youatt est formé pour devenir pasteur, et exerce ce ministère à Londres puis à  Chichester dans le Sussex où il épouse Mary Paine le 12 décembre 1803. En 1812 ou 1813, il s'installe à Londres où il dirige d'abord en collaboration avec Delabere Pritchett Blaine (en), puis seul, une infirmerie vétérinaire à Wells Street, Oxford Street. 
De 1828 à 1834, Youatt donne une série de conférences et de démonstrations pour des étudiants vétérinaires, destinées à compléter leur formation au London Veterinary College, d'abord dans sa résidence de Nassau Street puis à l'University College. En 1828, il crée un périodique professionnel mensuel, The Veterinarian ; il y publie de 1835 à 1839 une série d'articles.
En 1835, Youatt est nommé chirurgien vétérinaire honoraire de la Royal Society for the Prevention of Cruelty to Animals (RSPCA : Société pour la prévention de la cruauté envers les animaux). Il participe en 1837 à un concours d'écriture organisé par la RSPCA : un prix de 100 livres doit récompenser un essai destiné à « illustrer moralement et renforcer religieusement l'obligation de l'homme envers les créatures inférieures et dépendantes - leur protection et leur sécurité contre les abus, plus particulièrement [...] le péché de cruauté, les douleurs déraisonnables ou inutiles, la vivisection [...] ». Le texte de Youatt n'est pas retenu, mais il le publie en 1839 sous le titre : The Obligation and Extent of Humanity to Brutes ; il y indique, idée qui est devenue répandue chez les scientifiques de son époque, que les animaux sont doués de sens, d'émotions, de conscience et peuvent montrer de la sagacité, de la docilité, de la mémoire et associer des idées dans un raisonnement.
William Youatt est l'un des premiers membres et administrateurs en 1838 de l'English Agricultural Society, qui deviendra la Royal Agricultural Society of England (en) ; il y fait créer un comité vétérinaire.

## Influence
L'ouvrage de William Youatt sur le bétail (Cattle, their breeds, management, and diseases), publié en 1834, est cité par Charles Darwin en 1859 dans L'Origine des espèces sur la sélection naturelle, en raison de la description qui y est faite de la sélection dans l'élevage des animaux.

## Publications
- En 1830, Youatt conclut un accord avec la Society for the Diffusion of Useful Knowledge pour publier une série de manuels sur les races, la gestion et les maladies des animaux de la ferme ; les volumes paraissent à intervalles irréguliers au cours des dix années suivantes ; certains reprennent des articles parus dans le Veterinarian.
  - On Canine Madness, comprising the symptoms, post-mortem appearances, nature, origin, and preventive and curative treatment of rabies in the dog, Londres, Longman and Co, 1830 (lire en ligne)
  - The horse, with a treatise on draught, Londres, Baldwin and Cradock, 1831, 472 p. (lire en ligne).
  - Cattle : their breeds, management, and diseases, Londres, Baldwin and Cradock, 1834, 600 p. (lire en ligne).
  - Sheep: their breeds, management, and diseases, Londres, Baldwin and Cradock, 1837, 568 p. (lire en ligne).
  - The dog, Londres, 1845 (lire en ligne : édition de 1855 à Philadelphie).
  - The Pig, a Treatise on the breeds, management, feeding, and medical treatment of swine, Londres, 1847.

- The Obligation and extent of humanity to brutes, principally considered with the reference to domesticated animals, Londres, Longman, Orme, Brown, Green, 1839 (lire en ligne).